# Neutronica
Albums de Donovan
Donovan
(1977) Love Is Only Feeling
(1981)
Neutronica est le quinzième album studio de Donovan, sorti en 1980.
L'album est distribué par RCA en Allemagne et par Barclay en France ; il n'est édité ni au Royaume-Uni, ni aux États-Unis. Il contient une chanson coécrite par Donovan avec sa fille Astrella et la chanson traditionnelle Heights of Alma, datant de l'époque de la guerre de Crimée.

## Titres
Toutes les chansons sont de Donovan Leitch, sauf mention contraire.

### Face 1
1. Shipwreck – 3:30
2. Only to Be Expected – 3:27
3. Comin' to You – 3:30
4. No Hunger – 2:44
5. Neutron – 2:05
6. Mee Mee I Love You (Donovan Leitch, Astrella Leitch) – 2:45

### Face 2
1. The Heights of Alma (trad.) – 3:45
2. No Man's Land (Eric Bogle) – 5:23
3. We Are One – 3:52
4. Madrigalinda – 2:47
5. Harmony – 2:16